# Ireng
Der Ireng River (auch: Maú River, Manu River, Rio Ireng, Rio Irenyou, Rio Mahú, Rio Maú) bildet auf weiter Strecke die Grenze zwischen Guyana und Brasilien. Er fließt durch die Täler der Pakaraima Mountains und ist der einzig große Fluss in Guyana, der von Norden nach Süden verläuft, sowie einer der nördlichsten Zuflüsse des Amazonas.
Ein kleinerer Fluss weiter östlich heißt Ireng Creek (⊙).

## Geographie
Die Quellen des Flusses liegen in dem 116.748 ha großen Parque Nacional do Monte Roraima.
Auf der längsten Strecke bildet der Flusslauf die Grenze zwischen Brasilien und Guyana. Die Hauptzuflüsse sind Uailan und Canã auf der brasilianischen Seite und Cacó, Dacã und Socobi auf der guyanischen Seite. Alle Flüsse verlaufen durch eindrucksvolle Formationen aus Sedimentgestein und bilden dabei zahlreiche Wasserfälle. Der Fluss gilt als der malerischste der Flüsse von Guyana. Die Orinduik Falls und die Takagka Falls liegen neben anderen am Ireng. Im Bezug auf die Wasserqualität zählt der Ireng zu den Schwarzwasserflüssen. Er mündet in Roraima zwischen Conceição do Maú (Normandia) und Caju (Bonfim) in den Takutu.

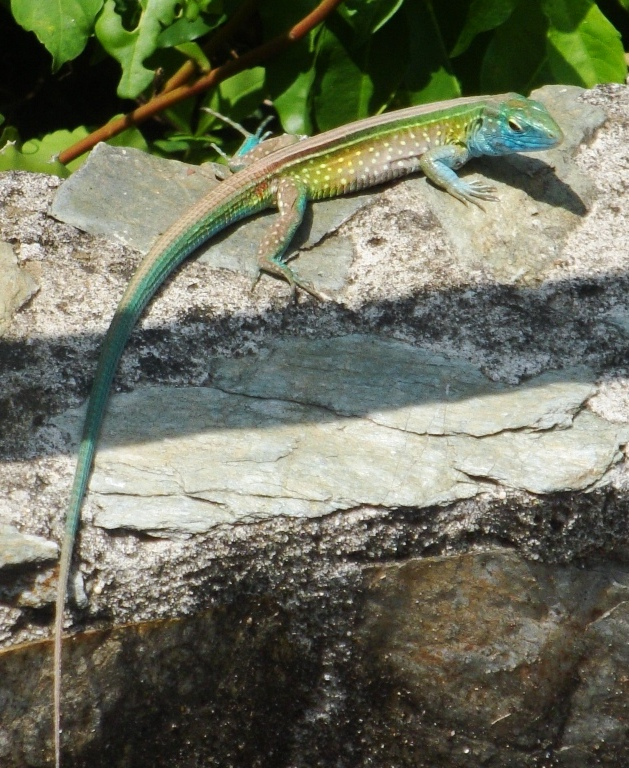
Tüpfelrennechse

## Biodiversität
Entlang des Flusses leben viele tropische Tierarten, bekannt sind dabei unter anderen:
- Reptilien: Antillen Blattfinger-Gecko (Hemidactylus palaichthus), Tüpfelrennechse (Cnemidophorus lemniscatus);
- Amphibien: Fleckenkröte (sapo dorado, Bufo guttatus) und Leptodactylus bolivianus;
- Vögel: Moschusente (Cairina moschata), Rabengeier (Coragyps atratus), Schopfkarakara (Caracara plancus), Dominikanertriel (Burhinus bistriatus) und ungezählte andere;
- Säugetiere: Flachlandtapir (Tapirus terrestris), Jaguar (Panthera onca) und Agutis (red-rumped agouti, Dasyprocta leporina).[1]

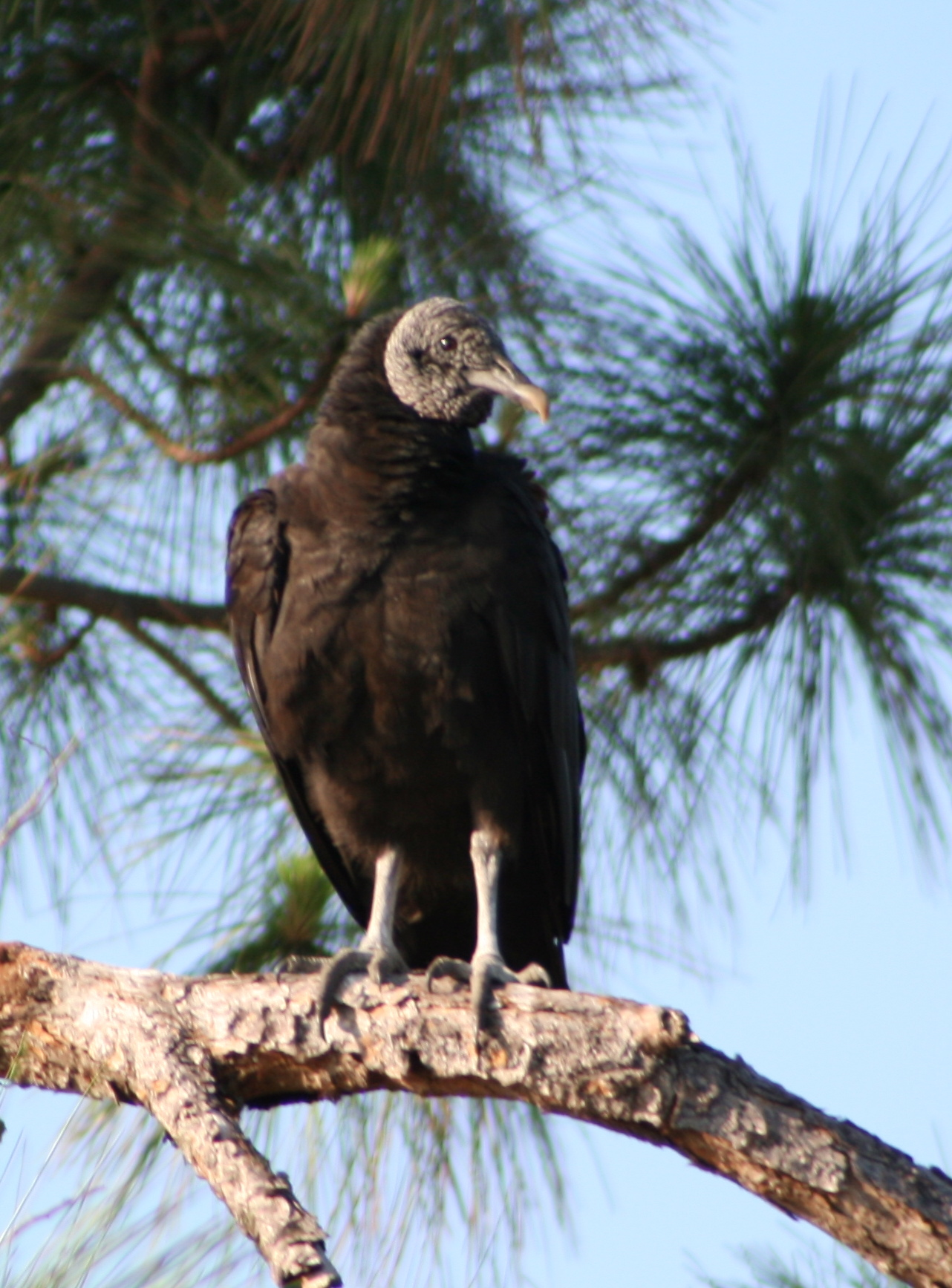
Rabengeier

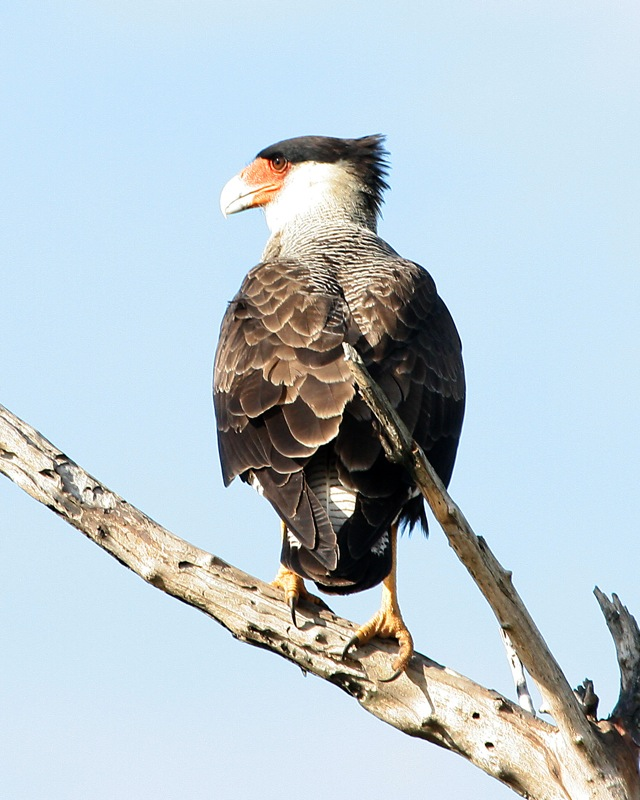
Karakara